# Karlskopf und Leimersheimer Altrhein
Karlskopf und Leimersheimer Altrhein este o arie protejată (arie de protecție specială avifaunistică — SPA) din Germania întinsă pe o suprafață de 150 ha, integral pe uscat.

## Localizare
Centrul sitului Karlskopf und Leimersheimer Altrhein este situat la coordonatele 49°08′07″N 8°21′47″E / 49.1353°N 8.3631°E.

## Înființare
Situl Karlskopf und Leimersheimer Altrhein a fost declarat arie de protecție specială avifaunistică în ianuarie 2004 pentru a proteja 23 de specii de animale.

## Biodiversitate
Situată în ecoregiunea continentală, aria protejată nu include niciun habitat protejat.
La baza desemnării sitului se află mai multe specii protejate de  păsări (23): pescăruș albastru (Alcedo atthis), rață lingurar (Anas clypeata), rață mică (Anas crecca crecca), rață fluierătoare (Anas penelope), Anas platyrhynchos platyrhynchos, Anas strepera strepera, gâscă cenușie (Anser anser), Ardea cinerea cinerea, rață-cu-cap-castaniu (Aythya ferina), rața moțată (Aythya fuligula), Bucephala clangula, chirighiță neagră (Chlidonias niger), ciocănitoarea de stejar (Dendrocopos medius), ciocănitoare neagră (Dryocopus martius), șoimul rândunelelor (Falco subbuteo), frunzăriță galbenă (Hippolais icterina), ferestraș mic (Mergus albellus), Mergus merganser merganser, gaia neagră (Milvus migrans), vultur pescar (Pandion haliaetus), cormoran mare (Phalacrocorax carbo carbo), ciocănitoare verzuie (Picus canus), fluierar de mlaștină (Tringa glareola).